# کریگ بولوتین
کریگ مارتین بولوتین (انگلیسی: Craig Martin Bolotin؛ زادهٔ ۲۳ مهٔ ۱۹۵۴) کارگردان فیلم، تهیه‌کننده و فیلم‌نامه‌نویس اهل ایالات متحده آمریکا است. او از دانشگاه کالیفرنیا در برکلی فارغ‌التحصیل شد و در هم‌آنجا فلسفه خواند و نقد فیلم می‌نوشت. او فیلم‌نامه‌های متعددی برای کارگردانانی چون ریدلی اسکات و فرانسیس فورد کوپولا نوشته و بازنویسی کرده‌است.
بولوتین پس از مهاجرت به لس آنجلس فیلم کوتاه مرد یاقوت کبود با بازی پاورز بوث را که برای شرکت در جشنواره فیلم ساندنس انتخاب شده بود نوشت و کارگردانی کرد، و جایزه طلای ویژه هیئت داوران را در جشنواره بین‌المللی فیلم ورلد-فست هیوستون به دست آورد.
بولوتین فیلم‌نامهٔ طولانی‌ترین سواری (۲۰۱۵) را بر اساس رمانی به همین نام برای فاکس ۲۰۰۰ نوشت.